# 4Licensing Corporation
4Licensing Corporation (antes conocida como Leisure Concepts, Inc. y 4Kids Entertainment) fue una compañía estadounidense de licencias. Anteriormente, la compañía era también una productora de cine, televisión y de doblaje en inglés series de anime a través de su filial 4Kids Productions entre 1992 y 2012; se especializó en la adquisición, producción y licencia de entretenimiento infantil en todo Estados Unidos. Aunque casi de 2012 sus nuevas actividades fueron desconocidas, siguió existiendo hasta 2017.
La empresa es más conocida por su gama de licencias de televisión, que ha incluido las reconocidas franquicias de anime japonés Pokémon y Yu-Gi-Oh!. También dirigieron dos bloques de programas: Toonzai (originalmente The CW4Kids) en The CW, y 4Kids TV en FOX, ambos dirigidos a niños. El bloque 4KidsTV terminó el 27 de diciembre de 2008; el bloque Toonzai/The CW4Kids terminó el 18 de agosto de 2012, para ser reemplazado por Vortexx de Saban.
4Licensing Corporation tiene su sede central mundial en la Tercera Avenida en la ciudad de Nueva York, su antigua subsidiaria, 4Kids Productions, tenía su sede central en un edificio separado en Manhattan. La Bolsa de Valores de Nueva York eliminó 4Kids (NYSE: KDE) el 1 de junio de 2010. El 6 de abril de 2011, solicitó la protección de bancarrota del Capítulo 11 después de una demanda relacionada con Yu-Gi-Oh!. El 13 de diciembre de 2012, la empresa anunció que había salido de la quiebra. El 21 de septiembre de 2016, solicitó nuevamente la protección de bancarrota, la cual entró en vigor a partir del 7 de febrero de 2017. Con ello, inmediatamente después la compañía cesó sus operaciones.

## Historia

### Leusire Concepts (1970-1995)
Leisure Concepts fue cofundado el 28 de abril de 1970, por Mike Germakian (más tarde conocido como uno de los creadores de ThunderCats) y Stan Weston (el creador de G.I. Joe y Captain Action), como una agencia independiente de licencias en la ciudad de Nueva York. Mike Germakian fue el secretario de LCI, mientras que Stan Weston fue inicialmente el presidente y más tarde el presidente de Leisure Concepts. Weston era también el tesorero de la compañía.
Al principio, la compañía lanzó ideas de juguetes y dibujos animados a varias compañías, así como también formó asociaciones con compañías como Rankin Bass, entre otras.
LCI comenzó a destacarse en la década de 1980 mediante la concesión de licencias sobre una variedad de productos e incluso conceptos. La empresa también tenía un número creciente de acuerdos con productores de televisión y fabricantes de juguetes. Entre las licencias de la compañía en ese momento se encontraban Farrah Fawcett de Charlie's Angels, Charlie Chan, James Bond 007, una amplia gama de personajes y productos de Nintendo, Hulk, Buck Rogers en el siglo XXV y muchos otros.
A LCI se le atribuye su asistencia en el desarrollo inicial del concepto ThunderCats y actuó en nombre de Lorimar-Telepictures Corp como agente exclusivo de licencia mundial para productos basados en Thundercats, un acuerdo que fue firmado entre las dos partes el 15 de junio de 1984.
A mediados de los ochenta, Ted Wolf tuvo la idea de una raza de superhéroes humanoides parecidos a gatos. Compartió su visión con su amigo Stan Weston, quien a su vez, a través de LCI, se la entregó a Rannkin Bass, y Arthur Rankin Jr. y Jules Bass quedaron impresionados con la idea y el potencial que tenía de convertirse en un éxito instantáneo. Lo aprobaron y ThunderCats entró en producción.
Durante la etapa inicial de desarrollo, Mike Germakian diseñó gran parte de los personajes, vehículos y lugares de los ThunderCats. Los diseños de Germakian se enviaron a Pacific Animation Corporation en Japón para adaptarlos al formato de dibujos animados y, tras completar su trabajo en ThunderCats, Germakian pasó a diseñar personajes para SilverHawks y The Comic Strip, ambos de Rankin/Bass.
En julio de 1987, Alfred Kahn, exvicepresidente ejecutivo de Mercadeo de Coleco, a quien se le atribuyó el mérito de llevar a Cabbage Patch Kids al Mainstream, se unió a la compañía como Vicepresidente y miembro de la Junta Directiva.
El 17 de diciembre de 1987, LCI firmó un acuerdo de licencia con Nintendo of America, Inc. para comercializar los productos de software que acompañaban a sus cada vez más populares sistemas de juegos. Nintendo ya había introducido The Legend of Zelda para su sistema de videojuegos para el hogar, un producto de software que vendió más de un millón de copias durante el año. Algún tiempo en 1987 la compañía también firmó un acuerdo de licencia para comercializar Star Wars.
Los años 1990 fueron considerados como un punto de inflexión para la empresa. A principios de la década de 1990, LCI amplió sus operaciones e inició la producción televisiva en 1992. Esto incluiría el doblaje en inglés del anime japonés a través de su filial 4Kids Productions, por la que la empresa sería conocida en su mayoría.
En 1987, Robert Kotick (actualmente presidente y director ejecutivo de Activision Blizzard) intentó adquirir Commodore International y, cuando Kotick no tuvo éxito, adquirió una participación de control en LCI, convirtiéndose así en CEO y presidente de LCI en junio de 1990. Más tarde, Kotick cotizó su participación en LCI y compró el 25% de Activision en diciembre de 1990. 
En marzo de 1991, Kotick se convirtió en CEO de Activision. El 12 de marzo de 1991, LCI designó a Alfred Kahn como Presidente y CEO.

### 4Kids Productions (1995-2012)
En 1992, la compañía estableció dos subsidiarias: The Summit Media Group, Inc. y 4Kids Productions. La compañía cambió su nombre de Leisure Concepts Inc. a 4Kids Entertainment el 16 de noviembre de 1995. Aunque la compañía cambió su nombre, "Leisure Concepts" todavía funcionaba como una subsidiaria separada de la compañía, significando que la compañía pudo haber decidido utilizar el nombre "Leisure Concepts" para propósitos de marca.
El 5 de abril de 2000, 4Kids y Mattel firmaron un acuerdo de licencia para la creación de Hot Wheels y juegos de carreras con la línea PACE Motor Sports de camiones monstruosos. La licencia incluía derechos para el camión monstruoso Grave Digger, y una nueva línea de vehículos de la World Championship Wrestling diseñado después de sus luchadores estrella como Goldberg, Sting y Bret Hart. La línea de vehículos Hot Wheels de PACE Motor Sports y World Championship Wrestling ha estado disponible a nivel nacional en el mercado masivo de los minoristas a partir del verano de ese año.
El nuevo siglo fundó 4Kids Entertainment Inc., cambiando del mercado NASDAQ y uniéndose a la Bolsa de Valores de Nueva York el 20 de septiembre de 2000. El nuevo símbolo de la firma era KDE y la compañía estaba en lo más alto durante el éxito continuo de "Pokémon" cuando ganó el primer lugar de Fortune en su lista de las 100 Compañías de Más Rápido Crecimiento para el año 2000.
En 2001, 4Kids Entertainment obtuvo los derechos de comercialización y televisión de la serie Yu-Gi-Oh! Duel Monsters de Nihon Ad Systems, produciendo una versión en inglés que se emitió en Norteamérica en Kids' WB! del 29 de septiembre de 2001 al 10 de junio de 2006.
En octubre de 2001, 4Kids Entertainment adquirió una participación del 3% en The Pokémon Company, en un intento de beneficiarse indirectamente del éxito de Pokémon en Asia y de las ventas mundiales de tarjetas electrónicas y videojuegos Pokémon.
A finales de enero de 2002, 4Kids Entertainment firmó un acuerdo de cuatro años por US$100 millones con Fox Broadcasting Company para programar su programación los sábado por la mañana. Se estrenó el 14 de septiembre de 2002, como Fox Box después de que Fox Kids se disolvió tras la compra de Fox Family Worldwide por The Walt Disney Company. Fox Box cambió su marca a "4Kids TV" en enero de 2005. 4Kids Entertainment fue totalmente responsable del contenido del bloque y recaudó todos los ingresos publicitarios del mismo.
El 10 de octubre de 2005, 4Kids Entertainment vendió su participación del 3% en The Pokémon Company por 960.000 USD a las tres partes propietarias de los derechos de Pokémon. (Nintendo, Creatures and Game Freak).
El 23 de diciembre de 2005, la empresa anunció que no renovaría el acuerdo de representación de Pokémon que expira el 31 de diciembre de 2005. A partir de 2006, el grupo de licencias internas de Pokémon USA, Inc. gestionará todas las licencias de Pokémon fuera de Asia. Sin embargo, la empresa seguirá recibiendo comisiones durante los próximos años por los pagos realizados en virtud de los acuerdos de licencia vigentes de Pokémon cuyo plazo expira después del 31 de diciembre de 2005.
El 17 de enero de 2006, 4Kids y Microsoft firmaron un acuerdo para licenciar los videojuegos infantiles exclusivamente para el sistema de juegos Xbox 360, en un esfuerzo por poner más juegos orientados a los niños en el sistema, cuya biblioteca de juegos de azar está dominada actualmente por los juegos dirigidos al mercado de 12 años en adelante. Uno de los primeros títulos anunciados fue Viva Piñata, que sería desarrollado por Rare.
El 18 de abril de 2006, 4Kids lanzó una nueva subsidiaria denominada 4Sight Licensing Solutions Inc. que otorga licencias y comercializa marcas dirigidas a adultos, adolescentes y preadolescentes. "Hemos construido una impresionante lista de cautivadoras y exitosas propiedades de entretenimiento para niños", dijo Alfred Kahn. "Dada la creciente cantidad de marcas que representamos y que se centran en un público mayor, sentimos que sería beneficioso organizar una nueva subsidiaria dedicada principalmente al mercadeo y licenciamiento de estas marcas. Creemos que podemos utilizar con éxito nuestra experiencia en marketing y licencias para crear valor de marca para las propiedades dirigidas a un consumidor de edad avanzada que no necesariamente se basan en los medios de comunicación o el carácter".
El 11 de diciembre de 2006, 4Kids Entertainment anunció la formación de dos subsidiarias, TC Digital Games, LLC, una compañía de juegos multiplataforma en línea, y TC Websites, LLC, una compañía de tarjetas comerciales. "La formación de TC Digital Games y TC Websites representa una mejora significativa de nuestra estrategia de negocio", dijo Alfred R. Kahn, Presidente y CEO de 4Kids Entertainment. TC Digital Games LLC y TC Websites, LLC fueron cerradas en 2010, debido a la continua falta de rentabilidad.
El 2 de octubre de 2007, Warner Bros. y CBS anunciaron que el bloque de programación Kids' WB en su red copropietaria, The CW, terminaría en 2008, y ya no se comercializaría ni produciría internamente, debido a factores que incluyen la construcción de publicidad infantil y restricciones de marketing, y la competencia por cable. Los derechos para el bloque matutino de cinco horas del sábado fueron comprados por 4Kids, y comenzaron a programar el tiempo con su propia programación (mezclada con tres producciones originales anteriores de Kids' WB) en septiembre de 2008. Debido a este acuerdo adicional, 4Kids proveyó programación para The CW y Fox en la temporada 2008-09 dando a 4Kids nueve horas de programación combinada para niños en dos cadenas de radio y televisión, mientras que 4Kids TV funcionó hasta el 27 de diciembre de 2008. 
El nuevo bloque, The CW4Kids, comenzó el 24 de mayo de 2008. CW4Kids fue rebautizado como Toonzai a partir del 14 de agosto de 2010, con Magical Do-Re-Mi!, Cubix: Robots for Everyone, Dinosaur King, Yu-Gi-Oh! y Yu-Gi-Oh! 5D' s, Sonic X y Dragon Ball Z Kai. A pesar de que 4Kids TV fue descontinuado ya que sólo estaba en línea, este bloque de programación continuó usando el nombre CW4Kids, para reflejar la red en la que se transmite. 4Kids también indicó que retuvo a Yu-Gi-Oh! y Sonic X en su alineación. Además de eso, Toonzai también emitió Dragon Ball Z Kai. Dragon Ball Z Kai también se transmite en Nicktoons en los Estados Unidos. Toonzai era el apodo de The CW4Kids. El bloque Toonzai terminó el 18 de agosto de 2012. Una semana después, el bloque fue reemplazado por Vortexx, que funcionó como el último bloque de dibujos animados del sábado por la mañana en The CW del 25 de agosto de 2012 al 27 de septiembre de 2014 antes de ser reemplazado por One Magnificent Morning el 4 de octubre de 2014. La marca "Toonzai" es similar al bloque de animación de acción de Cartoon Network, Toonami, que se emitió brevemente en The CW4Kids' predecesor de Kids' WB de julio de 2001 a junio de 2002.
El 10 de noviembre de 2008, 4Kids Entertainment anunció que rescindiría su contrato con Fox y terminaría su bloque de programación Fox a finales de 2008. La emisión final de 4Kids TV en Fox fue el 27 de diciembre de 2008. El 17 de diciembre de 2008, 4Kids Entertainment anunció que está despidiendo alrededor del 15% de su fuerza laboral debido al empeoramiento del entorno económico y la situación financiera de la compañía.
El 28 de mayo de 2010, la compañía anunció que la Bolsa de Valores de Nueva York (NYSE) que cotiza en sus acciones ordinarias se suspendería antes de la apertura de la negociación el martes 1 de junio de 2010, por lo tanto, efectivamente la exclusión de la compañía de la Bolsa de Valores de Nueva York. A partir del 1 de junio de 2010, la compañía comenzó a cotizar bajo el nuevo símbolo bursátil "KIDE" en el mercado del OTC Bulletin Board (OTCBB).
El 11 de enero de 2011, la compañía anunció que Alfred Kahn, CEO y Presidente de la Compañía desde marzo de 1991, había dejado la compañía. Michael Goldstein, miembro del Consejo de Administración de la empresa desde marzo de 2003, fue nombrado Presidente interino, mientras que la empresa estaba llevando a cabo la búsqueda de un nuevo CEO.
El 29 de marzo de 2011, TV Tokio y Nihon Ad Systems (NAS) demandaron a 4Kids Entertainment, alegando que la compañía firmó acuerdos ilegales con otras compañías, incluyendo Funimation Entertainment y Majesco Entertainment, con respecto a la franquicia de Yu-Gi-Oh!. TV Tokyo afirmó que esos acuerdos permitían a 4Kids cobrar regalías sin pagar una parte de esas regalías a TV Tokyo, lo que viola su acuerdo original. Las compañías buscan casi 5 millones de dólares en "pagos insuficientes, deducciones ilícitas y obligaciones incumplidas". Como parte de la demanda, las compañías terminaron sacaron Yu-Gi-Oh! de 4Kids. Ni Funimation ni Majesco figuran como acusados en el caso.
4Kids Entertainment informó a los licenciantes el 27 de marzo de 2011, que su carta de rescisión era "ilícita y carecía de cualquier base factual y legal", y que no habían dado a 4Kids 10 días de aviso como se requería. 4Kids reveló además que habían hecho un pago de buena fe de $1 millón de dólares y acordaron una reunión el 18 de marzo en lugar de una demanda, que TV Tokyo y NAS decidieron continuar. La empresa también declaró que incluso si la rescisión se considera válida, la empresa está dispuesta a hacer todo lo que sea necesario para mantenerse en el negocio. 4Kids solicitó la protección de bancarrota del Capítulo 11 a partir del 6 de abril de 2011. 4Kids solicitó que el tribunal suspendiera los intentos del co-licenciante Asatsu DK de ejercer el control de Yu-Gi-Oh! en los Estados Unidos, particularmente en términos de venta de los derechos de la última serie de anime, Yu-Gi-Oh! Zexal, que debía ser presentado en la Licensing International Expo el 14 de junio. Sin embargo, el 2 de junio de 2011, la jueza de bancarrota Shelley Chapman emitió una orden judicial a TV Tokio y NAS para una suspensión automática en los EE. UU. de Yu-Gi-Oh! y dijo que el juicio se desarrollará en dos fases. La primera fase es si la terminación contractual era válida, y la segunda es cuánto dinero 4Kids le debe a las compañías. La primera fase del juicio comenzó el 29 de agosto de 2011.
El 27 de octubre de 2011, 4Kids y los ejecutivos de la antigua compañía financiera Lehman Brothers llegaron a un acuerdo, después de que Lehman invirtiera indebidamente la mayoría de los fondos de 4Kids en valores a tasa de subasta. 4Kids recibió $500,000 del trato. Chapman más tarde dictaminó que la licencia de Yu-Gi-Oh! sigue vigente debido a que TV Tokyo, NAS y ADK no han rescindido el contrato correctamente. El 29 de febrero de 2012, hubo una solución amistosa de la demanda entre 4Kids Entertainment y Asatsu-DK (ADK) y TV Tokyo sobre la licencia de propiedad de Yu-Gi-Oh!.
El 1 de mayo de 2012, Kidsco Media Ventures LLC, una afiliada de Saban Capital Group, hizo una oferta para adquirir algunos de los activos de 4Kids, incluyendo los derechos en EE. UU. sobre Yu-Gi-Oh! y el bloque CW4Kids, por 10 millones de dólares. El 5 de junio de 2012, 4Kids inició una subasta entre Kidsco y 4K Acquisition, la cual fue aplazada para que 4Kids, Kidsco y 4K Acquisition pudieran considerar una transacción alternativa. El 15 de junio de 2012, 4Kids presentó una notificación en la que esbozaba una propuesta de acuerdo en la que sus activos se dividirían entre Kidsco y 4K Acquisition que se finalizó el 26 de junio de 2012. El acuerdo vio a 4K Acquisition adquirir los derechos en EE. UU. de Yu-Gi-Oh!, y Kidsco adquiere otros activos de 4Kids incluyendo los acuerdos para Dragon Ball Z, Sonic X, Cubix y Toonzai.
El 14 de agosto de 2012, se anunció a través de un informe trimestral que 4Kids Entertainment había descontinuado las operaciones de cuatro divisiones operativas: 4Kids Ad Sales Inc. 4Kids, 4Kids Productions Inc. 4Kids Entertainment Music Inc. y 4Kids Entertainment Home Video, Inc. debido a su continua falta de rentabilidad. El 13 de septiembre de 2012, se reveló a través de un informe trimestral que el 16 de agosto de 2012, la Junta Directiva de 4Kids Entertainment decidió suspender las operaciones de su subsidiaria en el Reino Unido, 4Kids Entertainment International Ltd., que entró en vigor el 30 de septiembre de 2012. El 5 de diciembre de 2012, anunció que había puesto fin a una disputa (sobre el llamado acuerdo Pokémon) con The Pokémon Company International, en virtud de la cual TPCi recibirá un reclamo general sin garantía de 1 millón de dólares contra el deudor.
El 13 de diciembre de 2012 se programó una reunión para confirmar el plan de 4Kids de salir de la bancarrota. El mismo día, el juez de bancarrota de Nueva York envió a 4Kids Entertainment Inc. en su salida de la protección del Capítulo 11 el jueves, anulando una objeción de la American Kennel Club Inc. sobre un acuerdo de licencia y la aprobación de su plan de reorganización, que exige el pago completo de las reclamaciones.

### 4Licensing Corporation (2012-2017)
El 21 de diciembre de 2012, 4Kids Entertainment fue renombrada como 4Licensing Corporation.
El 21 de septiembre de 2016, 4Licensing Corporation se declaró en bancarrota bajo el Capítulo 11, el plan de bancarrota entró en vigor el 7 de febrero de 2017.

## Licencias y producciones
4Kids Entertainment autorizaba, desarrollaba y distribuía una gran variedad de productos para los medios de comunicación, desde videojuegos y programas de televisión, hasta líneas de juguetes de la Royal Air Force británica. Estos son programas tan conocidos como Pokémon, Yu-Gi-Oh! y One Piece. 
4Kids se centra en las licencias de contenidos para el mercado de niños y jóvenes adultos, incluyendo contenido para niños y niñas. Muchas de sus licencias vienen en inglés dobladas del anime japonés, incluyendo series como Fighting Foodons o Shaman King, mientras que otras son animaciones occidentales o propietarias como Winx Club, Chaotic.
Muchos programas son autorizados a cadenas locales o retransmitidos en su bloque de programación dedicada de 4Kids TV. Típicamente, 4Kids mantendrá varias propiedades interrumpidas (como Di-Gata Defenders) o en producción para permitir la facturación de sus productos existentes. 4Kids también tiene las licencias y mercadeo de varios productos que no están basados en animación, como los calendarios de The Dog y juguetes como Cabbage Patch Kids.
En el Reino Unido e Irlanda, varias series de la distribuidora de anime de 4Kids TV (series como Yu-Gi-oh! y Pokémon) están actualmente operadas por el canal de entretenimiento de suscripción Sky One, generalmente en las primeras franjas matinales (Nótese que Sky es socia del grupo Fox, a través de la compañía News Corporation). Otras cadenas televisivas que han emitido series de 4Kids son CITV, Disney XD, Nickelodeon y Cartoon Network en el Reino Unido, RTÉ 2 en Irlanda y RTL 2 en Alemania.

## Críticas y controversia
La dirección de 4Kids Entertainment ha declarado que buscan un "anime occidentalizado para que los niños en los países angloparlantes lo entiendan...", juzgando que tal localización es necesaria para que estos títulos sean comerciables.
Para muchos títulos, la categorización que 4Kids realiza entra en unas cuantas amplias categorías, busca americanizar un programa cambiando el diálogo, la música, la comida o los estereotipos que serían poco familiares u ofensivos para un público americano; así como retirar algunos objetos como cigarros o armas, símbolos religiosos o contenido considerado demasiado violento o sexualmente sugestivo para niños. Por ejemplo, en Yu-Gi-Oh!, hay personajes que mueren en la versión original mientras en la versión localizada son enviados al "Reino de las Sombras". Otros ejemplos incluyen la eliminación en muchos casos de violencia en One Piece y la eliminación de varios episodios de Pokémon, en una ocasión, un 4 de julio (día en que se festeja la independencia de los Estados Unidos de América) en el canal 4Kids TV, pusieron a cantar en un corte comercial a personajes de anime como One Piece entre otros a cantar el himno nacional estadounidense. 

4Kids ha sido acusada de poseer lo que parece ser una falta de interés en ser fiel a la visión artística original de un anime, enfocando en cambio hacia el valor comercial de un anime. En una entrevista con Alfred R. Kahn, el CEO de 4Kids, le preguntaron cómo decide la compañía qué propiedades o anime adquirirá, a lo que él contestó: 
"Nosotros miramos las cosas como la popularidad, pero también si tiene un componente para la comercialización; ¿podemos autorizar productos para él? Este es realmente el problema principal para nosotros... el modelo de juego, si es popular y cómo comercializarlo. Si no podemos comerciarlo, realmente no tiene mucho interés por nosotros". 
Kahn dijo en la misma entrevista que esto era necesario porque de otro modo adaptar un anime no sería comercialmente viable debido al redoblaje, a la reedición y la reorquestación que ellos realizan. Los críticos argumentan que su nivel de insensibilidad hacia las fuentes ha alterado algunos títulos hasta el punto que han perdido las cualidades que originalmente tenían en Japón. 4Kids Entertainment permanece inmóvil ante estas reivindicaciones, declarando 
"Si (los fans del anime) quieren que esta programación venga a EE.UU., entonces tendrán que aceptar el hecho de que esté disponible en dos estilos".
A pesar de los cambios contra la violencia y otros contenidos inapropiados, los grupos conservadores han criticado los programas lanzados por 4Kids. Por ejemplo, un estudio de marzo de 2006 por el Parents Television Council sobre la violencia en programas de televisión para niños apuntaba que el doblaje de 4Kids de Shaman King era demasiado violento para los niños. L. Brent Bozell también apuntó a Shaman King en una de sus columnas semanales como ejemplo de medios de comunicación para niños con exceso de "minas culturales" que son innecesarias.